# Olexandra Yushchak
Olexandra Viktorivna Yushchak (en ucraniano: Олександра Вікторівна Ющак, Lutsk, 12 de enero de 2006) es una deportista ucraniana que compite en gimnasia rítmica, en la modalidad de conjuntos. Ganó tres medallas en el Campeonato Europeo de Gimnasia Rítmica, en los años 2023 y 2025.

## Palmarés internacional
| Campeonato Mundial | Campeonato Mundial | Campeonato Mundial | Campeonato Mundial         |
| Año                | Lugar              | Medalla            | Prueba                     |
| ------------------ | ------------------ | ------------------ | -------------------------- |
| 2023               | Valencia (España)  | Medalla de bronce  | 3 con cinta + 2 con pelota |
| 2025               | Tallin (Estonia)   | Medalla de plata   | 3 con pelota + 2 con aro   |
| 2025               | Tallin (Estonia)   | Medalla de plata   | Equipo                     |